# Воден габър
Воден габър (Ostrya) е род покритосеменни растения от семейство Брезови.

## Видове
- Ostrya carpinifolia – Обикновен воден габър
- Ostrya chisosensis
- Ostrya guatemalensis
- Ostrya japonica
- Ostrya knowltonii
- Ostrya multinervis
- Ostrya rehderiana
- Ostrya virginiana
- Ostrya yunnanensis